# 长寿路站 (广州)
长寿路站是广州地铁1号线的一座车站，位於中国广东省广州市荔湾区宝华路长寿西路口的地底。车站于1999年2月16日启用。

## 车站結構

### 車站樓層
长寿路站共设有二层，地面为寶華路、長壽西路、寶源路以及上盖物业恒宝华庭；地下一層為站廳层；地下二層為1號線月台。
| 地下一层 | 站厅     | 售票機、客服中心、商店、警务室、安检设施 |  |  |
| 地下二层 | 2 站台   | █1号线 西塱方向（下站：黄沙）            |  |  |
|          | 岛式站台 |                                          |  |  |
|          | 1 站台   | █1号线 广州东站方向（下站：陈家祠）      |  |  |

### 站厅
为方便行人进出，收费区范围设于站厅中心处。站厅收费区范围设有四條扶手电梯以及兩条楼梯供乘客前往月台层。由于連接站台與站廳的专用电梯位于站厅一侧的电梯门位于站廳非付费区北侧，乘客使用時需要向車站工作人员求助以便協助使用。
現時，长寿路站设有面包糕饼店以及时装店等商店。此外本站亦设有自动贩卖机及自动售卡/充值机等设施。

### 月台

月台全景图（西塱方向，摄于2014年9月）

长寿路站設有一個島式月台，位於宝华路的地底。

### 出入口
长寿路站共设有5个出入口供乘客进出。
|                                                     |                                                           |      |          | |
| 編號                                                | 设施                                                      | 照片 | 出口指示 | 建議前往的目的地                                                                                                 |
| A                                                   | 盲道标志 · 扶手电梯标志                                   |      | 长寿西路 | 文昌南路、第十甫路（上下九步行街）                                                                               |
| B                                                   | 盲道标志 · 轮椅升降台标志 · 无障碍通道标志 · 扶手电梯标志 |      | 宝华路   | 华贵路、宝源路、贵贤上品苑                                                                                       |
| D1                                                  | 扶手电梯标志                                              |      | 宝华路   | 宝源路、第十甫路（上下九步行街）                                                                                 |
| D2                                                  | 盲道标志 · 扶手电梯标志                                   |      | 宝华路   | 逢源路、多宝路、第十甫路（上下九步行街）、广州医科大学第三附属医院、恒宝广场、长寿西路公交车站、恒宝广场公交总站 |
| E                                                   | 无障碍通道标志                                            |      | 恒宝广场 | |
| 註： 設有 \| 設有 \| 設有輪椅升降台 \| 設有扶手電梯 |                                                           |      |          | |

## 接駁交通
长寿路站周边设有地铁长寿路站巴士中途站，以及恒宝广场巴士总站，方便乘客接驳巴士前往其它周边地区。
| 编号 | 编号 | 线路                     | 线路 | 线路               | 收费 | 备注                              |
| ---- | ---- | ------------------------ | ---- | ------------------ | ---- | --------------------------------- |
|      | 2    | 泮塘                     | ⇆    | 锦城花园（东风东） | 2元  |                                   |
|      | 3    | 东山龟岗（中共三大会址） | ⇆    | 如意坊             | 2元  |                                   |
|      | 6    | 黄沙                     | ⇆    | 天河北公交总站     | 2元  |                                   |
|      | 15   | 西华路尾                 | ⇆    | 汾水小区           | 2元  |                                   |
|      | 61   | 滘口客运站               | ↻    | 上下九步行街       | 2元  |                                   |
|      | 82   | 中山八路                 | ⇆    | 沥滘               | 2元  | 经江南大道、东晓南路              |
|      | 530  | 沙涌南（凤翔公园）       | ⇆    | 润江南路           | 2元  |                                   |
|      | 夜5  | 天平架                   | ⇆    | 黄沙               | 3元  | 6路附属线路                       |
|      | 夜33 | 石榴岗                   | ⇆    | 中山八路           | 4元  | 经江南大道、东晓南路 82路附属线路 |

| 编号 | 编号 | 线路                                 | 线路 | 线路     | 收费 | 备注          |
| ---- | ---- | ------------------------------------ | ---- | -------- | ---- | ------------- |
|      | 207  | 广州花卉博览园（东西部扶贫交易市场） | ⇆    | 恒宝广场 | 2元  |               |
|      | 226  | 大塘（坚真花园）                     | ⇆    | 恒宝广场 | 2元  |               |
|      | 541  | 汇景新城东                           | ⇆    | 恒宝广场 | 2元  |               |
|      | 夜39 | 科韵路                               | ⇆    | 恆寶廣場 | 3元  | 541路附属线路 |

## 利用狀況
本站位處廣州西關傳統老城區，同時鄰近上下九步行街及泮塘一帶，本站附近亦有不少的住宅、食肆、商場等生活設施。除附近居民通勤需要外，其它地區的市民和遊客若要前往上下九商圈，絕大部份都會取道1號線，利用本站前往。因此，本站雖然只是一個普通車站，但是車站全天都人流如織，每逢節假日更會出現人潮，引致車站站廳及月台水洩不通，地鐵方面亦經常因此需要在本站實施客流控制，以維持運營秩序。
由於從黃沙站B出口經大同路前往上下九步行街西端的第十甫路，比從長壽路站D出口經寶華路前往的距離相若，以及黃沙站的客流壓力比本站為少，地鐵方面亦會建議乘客利用黃沙站來往上下九步行街，以圖分流部分長壽路站的客流，但收效不太明顯。而上下九步行街的中心上下九廣場比較接近文化公園站，因此在6號線開通後，有乘客開始改用文化公園站前往上下九步行街，分流部分本站的客流。而在最接近上下九廣場的華林寺站開通後，有望真正有效分流本站前往上下九步行街的客流。

## 歷史

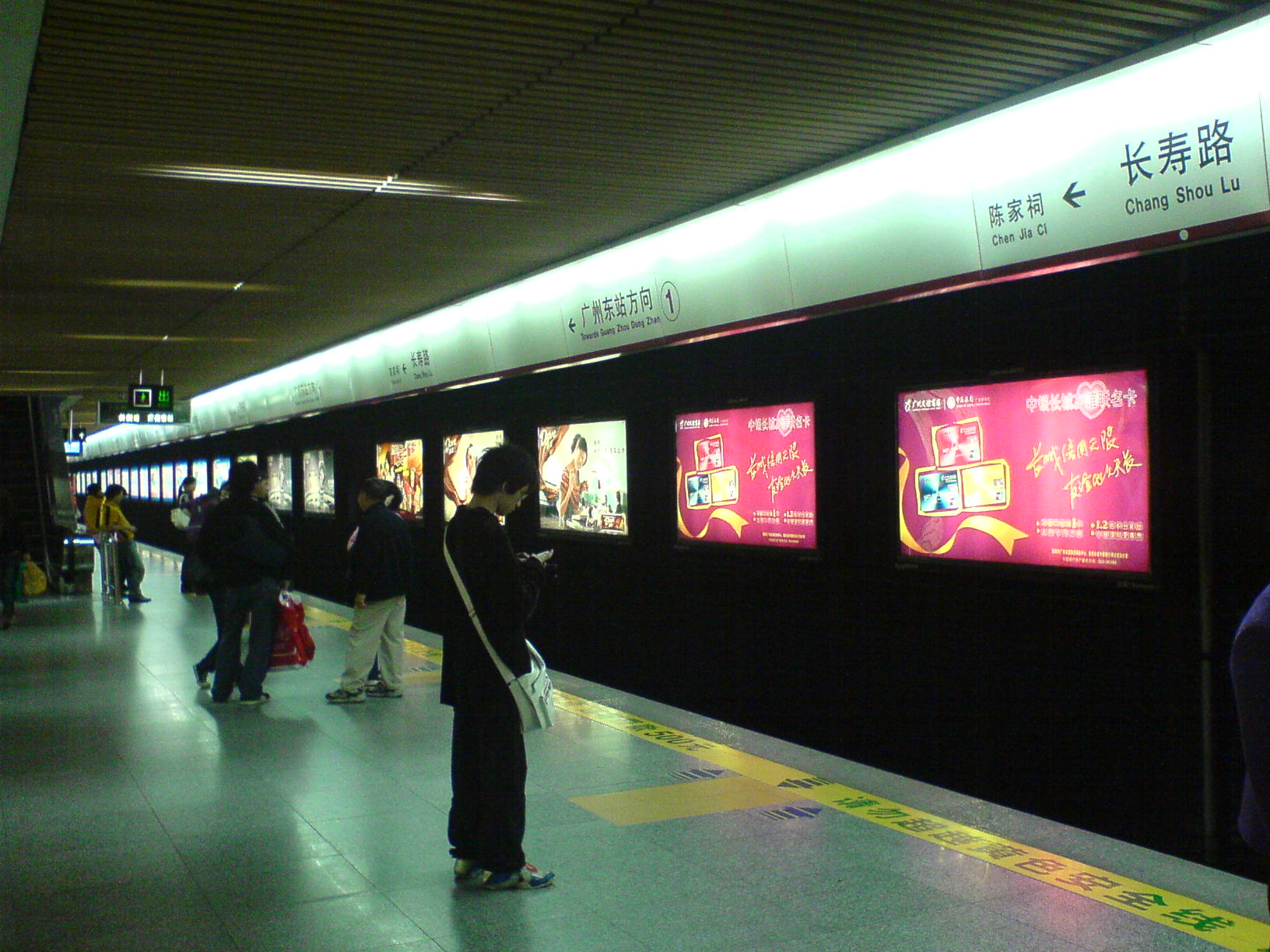
早期未安装屏蔽门的月台

在1988年的地下鐵道路網規劃中，在西關的車站稱為多寶路站，並位於現時車站更西的位置，大致在逢源路多寶路口。在徵求市民意見後，最終形成了「十字線網」的規劃。在這個規劃中，該站隨1號線的走線東移至寶華路現時的位置，並更名為長壽路站。
1994年8月，本站正式動工。1999年2月16日大年初一當日，本站随1号线全线通车而啟用。
2005年，地铁公司开始为本站安装屏蔽门。在屏蔽门投入使用前，本站曾发生有乘客跳轨而被撞身亡的事件。随后在2008年底，本站屏蔽门正式启用。

### 車站翻新
2011年，廣州地鐵計劃對1號線進行全線車站翻新工程，剷除原有牆面的瓷磚並改為懸掛統一的灰色石板，同時也會更換假天花以及部分燈具。後因廣州市第16中學學生陳逸華的「舉牌反對」引起媒體關注，市民亦紛紛質疑翻新的合理性，最終翻新工程被擱置。惟本站及其餘三站（楊箕、體育西路和廣州東站）因已開工剷走了原有牆面，只能按照原定計劃掛上灰色花崗岩石板，完成牆面翻新工程。

### 大笪地撤場
B出口附近的大笪地商业城地块为地铁公司所有，当时为本站的施工工地。大笪地自发形成于上世纪90年代，一些小贩在华林街周边摆卖，渐渐成市。此后为加强管理，政府部门将其引导至长寿路、宝华路交界处的地铁站出口地块形成集市，成为小贩入室经营最成功的例子。2000年6月，地铁公司将地块出租给大笪地商业城业主方。现时地铁公司已於2014年4月21日（原定同年3月31日）收回大笪地地块。由于荔湾区与地铁方面仍未就该用地未来用途达成一致共识，导致大笪地地块自2014年4月起一直丢荒至今，亦引起市民的疑惑。